# Chiesa dei Santi Pietro e Paolo (Burolo)
La chiesa dei Santi Pietro e Paolo è la parrocchiale di Burolo, in città metropolitana di Torino e nella diocesi di Ivrea; fa parte della vicaria Serra.

## Storia
La chiesa, che risale nelle sue forme originali al 1193, venne fatta ricostruire dal conte Ceveris nel 1716 andando a parzialmente occupare il sito della precedente parrocchiale. La costruzione del campanile venne invece avviata nel 1745.

## Descrizione
La chiesa sorge in posizione sopraelevata ed è accessibile tramite una scalinata a gradini concentrici. Presenta una facciata barocca.